# Schloss Lublin

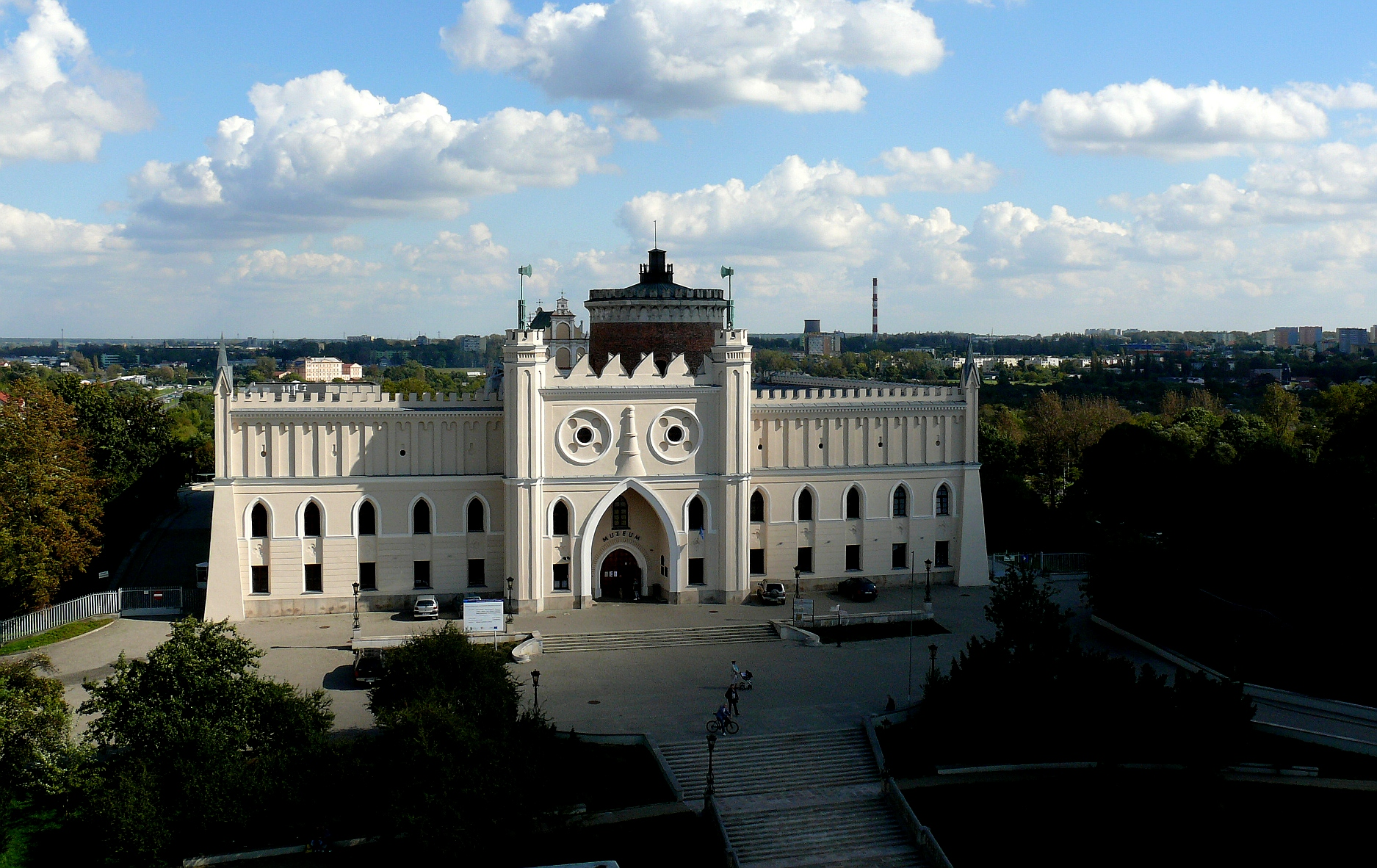
Schloss Lublin

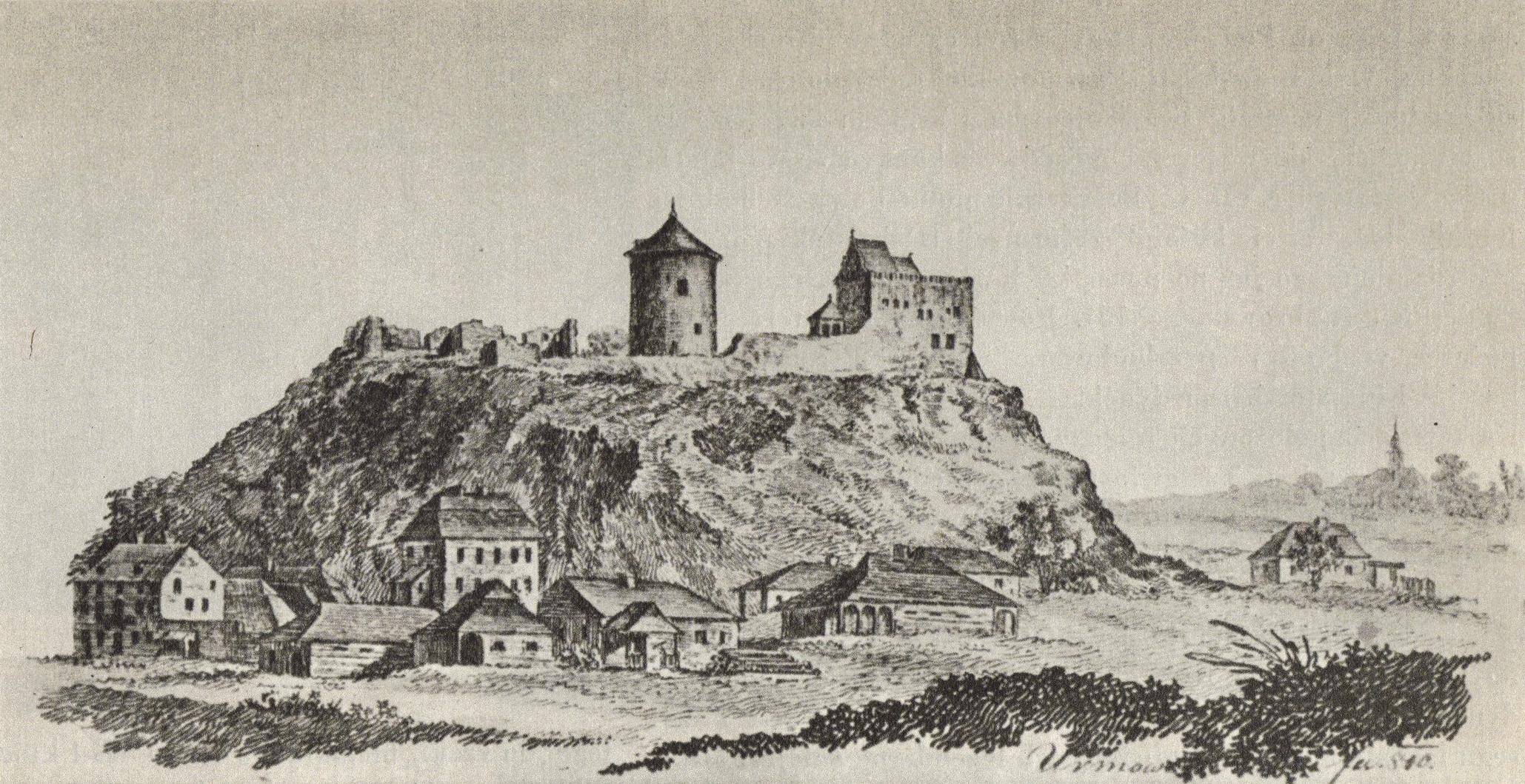
Schlossturm und Kapelle (1810)

Das Schloss Lublin ist ein heute größtenteils neugotisches Schloss in Lublin in Polen. Es befindet sich nordwestlich der Altstadt von Lublin und ist in Teilen eine der ältesten erhaltenen Residenzen in Polen. Ursprünglich wurde das Schloss von König Kasimir II. erbaut. Das bestehende Schloss ist, mit Ausnahme des romanischen Turmes und der gotischen Kapelle, ein Neubau des 19. Jahrhunderts. Die Kapelle gehört zu den bedeutenden mittelalterlichen Baudenkmälern Polens.

## Geschichte

### Von der Errichtung bis 1830
Ursprünglich wurde die im 12. Jahrhundert auf dem Hügel errichtete Wallburg von einem Gród aus Holz und Erde geschützt. In der ersten Hälfte des 13. Jahrhunderts wurde der aus Backstein gemauerte Wohnturm errichtet. Der noch bestehende Wohnturm ist zugleich das höchste Gebäude des heutigen Schlosses, wie auch das älteste Bauwerk von ganz Lublin. Unter der Herrschaft Kasimirs III. wurde im 14. Jahrhundert die Burg aus Stein neu errichtet.
Während der Dynastie der Jagiellonen hielten sich häufig Mitglieder der königlichen Familie im Schloss auf. Das Schloss wurde im 16. Jahrhundert unter der Leitung italienischer Meister aus Krakau auf die heutige Größe aus- und umgebaut. Das geschichtlich bedeutendste Ereignis des Schlosses fand 1569 statt. In diesem Jahr wurde auf dem Schloss der Vertrag zur Union von Lublin unterzeichnet. Dies war der Gründungsakt von Polen-Litauen.
Als eine Folge der Kriege im 17. Jahrhundert (Potop) verfiel das Schloss zusehends. Lediglich die ältesten Bereiche, der Wohnturm und die Dreifaltigkeitskapelle, blieben intakt. Nachdem Lublin durch den Wiener Kongress 1815 unter russische Herrschaft gekommen war, wurde in den 1820er Jahren durch Kongresspolen auf Initiative von Stanisław Staszic eine komplette Wiederherstellung des Schlosses unter Ignacy Stompf durchgeführt. Das Schloss wurde, mit Ausnahme des Wohnturmes und der Dreifaltigkeitskapelle, in neugotischem Stil errichtet. Diese Bauten unterscheiden sich komplett vom Vorgängerbau und hatten das Ziel, ein Gefängnis zu beherbergen.

### Nutzung als Gefängnis
Das Schloss sollte in der Folge für 128 Jahre als Gefängnis dienen, von 1831 bis 1915 als zaristisches danach im unabhängigen Polen von 1918 bis 1939.
Während der deutschen Besetzung Polens in den Jahren 1939 bis 1944 kam das Gefängnis unter deutsche Führung, die zunächst die Juden Lublins in dem Gefängnis internierte, bevor diese in Konzentrationslager deportiert wurden. An sie erinnert am Burgeingang eine kleine Plakette. Insgesamt wurden in diesen Jahren zwischen 40.000 und 80.000 Personen inhaftiert. Die meisten davon waren polnische Widerstandskämpfer. Kurz vor dem Rückzug der Deutschen aus Lublin wurden am 22. Juli 1944 die letzten 300 Häftlinge ermordet.
Nach 1944 bis 1954 wurde das Schloss durch die sowjetische Geheimpolizei und später durch das Ministerium für Öffentliche Sicherheit genutzt. In dieser Zeit wurden insgesamt ungefähr 35.000 polnische Gegner des kommunistischen Regimes inhaftiert. 515 Häftlinge wurden hier zum Tode verurteilt und in 333 Fällen hingerichtet.

### Museum
Im Jahr 1954 wurde das Gefängnis im Schloss endgültig geschlossen. Nach Umbau und Sanierung ist seit 1957 die Hauptabteilung des Lubliner Museums im Schloss untergebracht. Der polnische Maler Jan Matejko ist mit zwei Monumentalgemälden zur polnischen Geschichte vertreten, außerdem gibt es eine Ikonensammlung und seit 1979 die Gedenkstätte Pod Zegarem.
Bis zum 15. Mai 2020 firmierte das Museum unter dem alten Namen – Museum Lublin. Am 15. Mai 2020 wurde, im Auftrag des Ministers für Kultur und Nationalerbe, das Lubliner Museum in den Rang eines Nationalmuseums erhoben.

## Schlosskapelle
Vermutlich im 14. Jahrhundert wurde die Dreifaltigkeitskapelle im östlichen Bereich der Burganlage erbaut. In den ersten Jahrzehnten des 15. Jahrhunderts gab König Władysław II. Jagiełło die Wandmalereien der Kapelle in Auftrag. Die im Jahr 1418 fertiggestellten Malereien sind noch original erhalten und wurden laut Bezeichnung eines der Gemälde von einem ruthenischen Meister mit Namen Andrej geschaffen. Durch die Mischung westlicher und östlich-orthodoxer Stile sind die Malereien ein auch international beachtetes historisches Monument.

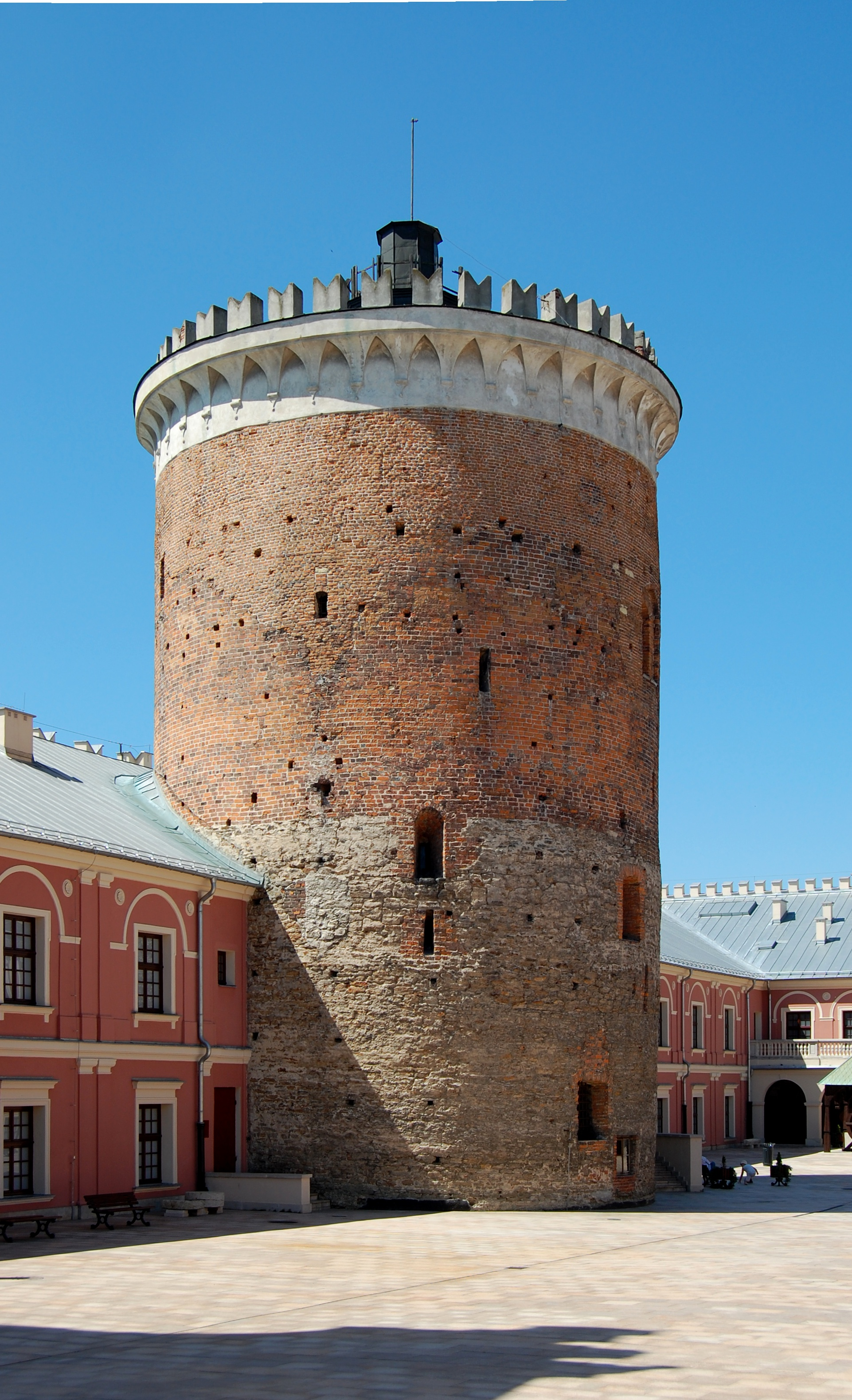
Wohnturm im Schloss Lublin
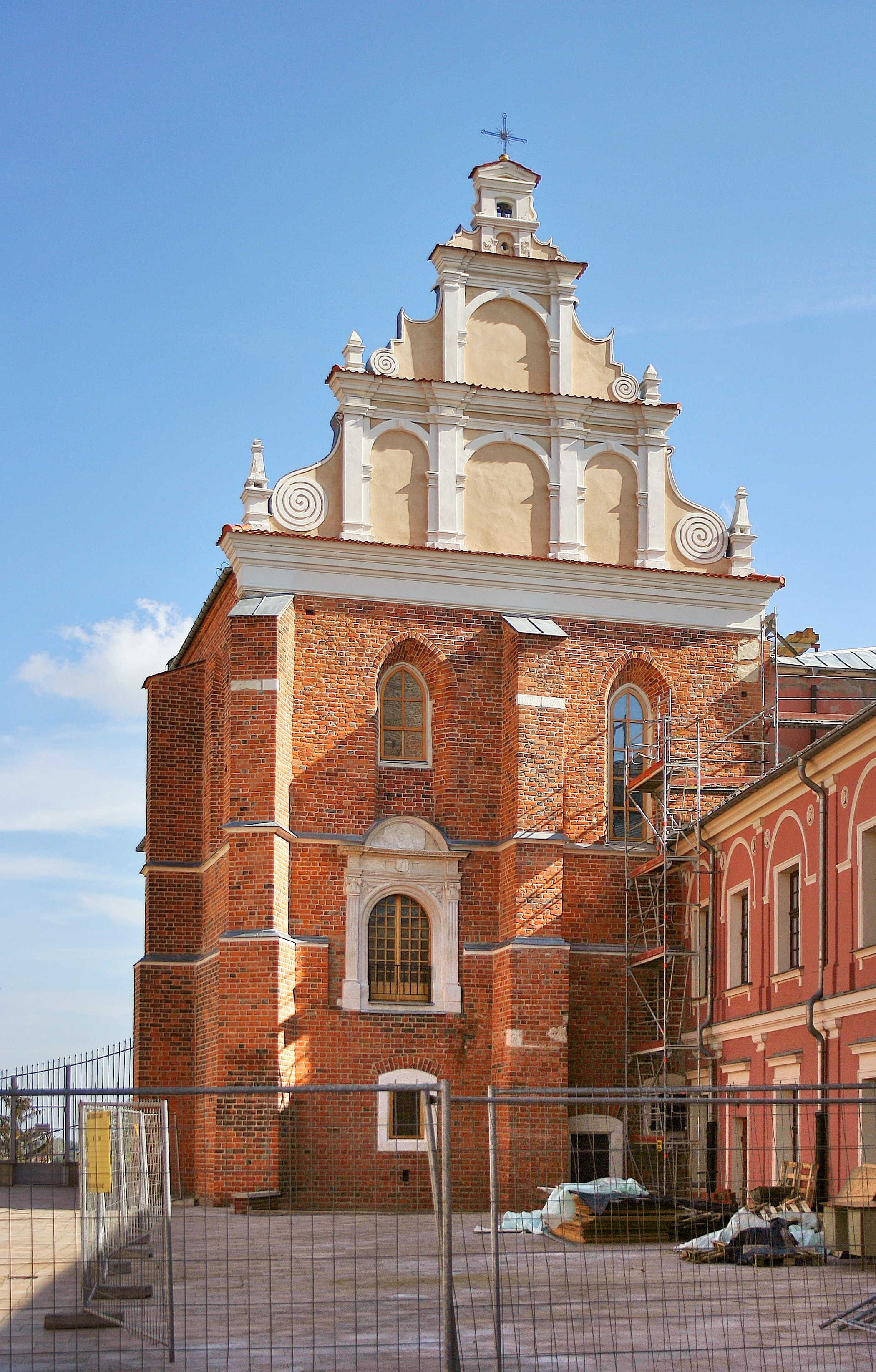
Dreifaltigkeitskapelle
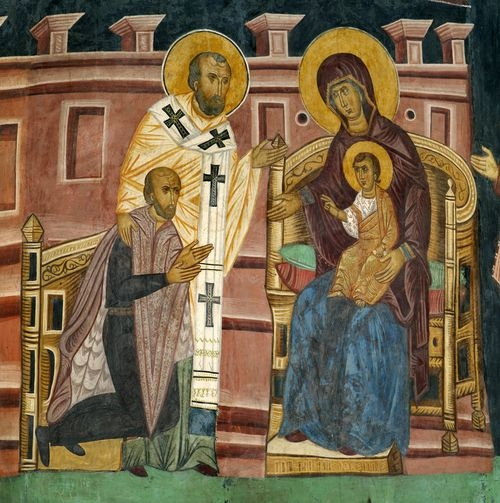
Władysław II. kniet vor der seligen Jungfrau Maria. Detail eines ruthenisch-byzantinischen Freskos in der gotischen Kapelle Hl. Dreifaltigkeit, 1418.
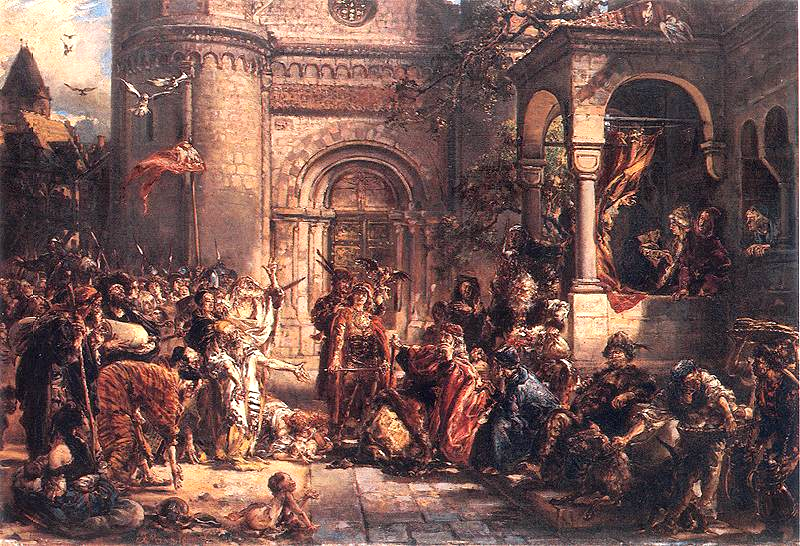
Jan Matejko: Ankunft der Juden in Polen 1096